# Václav Mašek
Václav Mašek (Praga, 21 marzo 1941) è un ex calciatore cecoslovacco, di ruolo attaccante.

## Carriera

### Club
Mašek ha iniziato a giocare nell'ABC Braník. Nel 1958, all'età di 17 anni, si è trasferito allo Sparta Praga, dove è rimasto fino al 1970. Dopo una stagione al Dukla Praga nel 1971 è tornato allo Sparta Praga e nel 1974 all'ABC Braník.
Nei due periodi trascorsi allo Sparta Praga ha disputato in totale 437 partite e realizzato 406 reti di cui 127 in 313 gare di campionato. Con lo Sparta Praga ha vinto 2 campionati nazionali, 2 Coppe di Cecoslovacchia e 1 Coppa Mitropa. È inoltre stato il capocannoniere della Coppa delle Coppe 1964-1965 con 6 gol insieme al compagno di squadra Mraz e allo svizzero Kerkhoffs del Losanna e della Coppa Mitropa 1964 con 7 gol

### Nazionale
Mašek ha esordito nella Nazionale cecoslovacca il 30 ottobre 1960, a 19 anni, in amichevole contro i Paesi Bassi.
Con la Cecoslovacchia ha partecipato al Mondiale 1962 in Cile, concluso al secondo posto. Durante la competizione Mašek ha disputato una sola partita nella fase a gironi contro il Messico, gara nella quale ha segnato dopo 16 secondi, record battuto dopo 40 anni dal turco Hakan Şükür (11 secondi).
In totale ha disputato 16 partite in Nazionale e realizzato 5 gol.

## Dopo il ritiro
Dal 1990 al 1991 Mašek è stato presidente dello Sparta Praga.

## Palmarès

### Club

#### Competizioni nazionali
- Campionato cecoslovacco: 2

Sparta Praga: 1964-1965, 1966-1967
- Coppa di Cecoslovacchia: 2

Sparta Praga: 1963-1964, 1971-1972

#### Competizioni internazionali
- Coppa Mitropa: 1

Spartak Sokolovo Praha: 1964

### Individuale
- Capocannoniere della Coppa delle Coppe: 1

1964-1965 (6 gol a pari merito con Kerkhoffs e Mraz)
- Capocannoniere della Coppa Mitropa: 1

1964 (7 gol)